# Svenska helgon

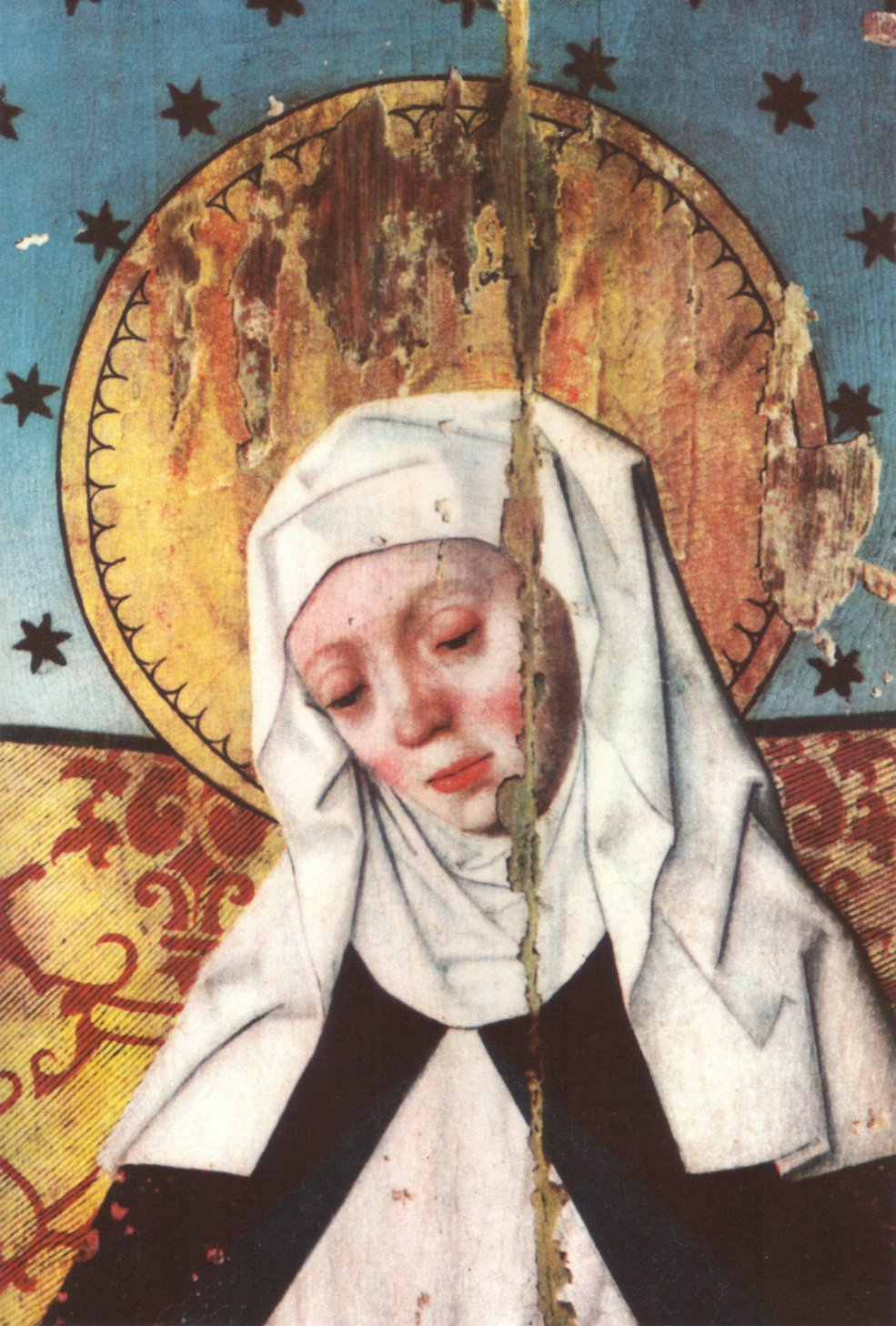
Heliga Birgitta på ett altarskåp från Salems kyrka i Södermanland.

Det finns ett flertal svenska helgon. Det mest välkända är Heliga Birgitta som blev helgonförklarad av påven och som idag är utnämnd till särskilt skyddshelgon över Europa.
Under tidig medeltid var det sällsynt med påvlig kanonisation. Det var den lokale biskopen som helgonförklarade personer. Som avslutning ägde den högtidliga skrinläggningen av helgonets reliker rum. På detta sätt har de första missionärerna, som i Sverige lidit martyrdöden för sin tros skull, i de flesta fall genomgått sin helgonförklaring.
Det gäller exempelvis helige Sigfrid (som ska ha döpt Sveriges dåvarande konung Olof Skötkonung), David, Eskil och Botvid med flera. Beträffande helige Sigfrid finns det dessutom uppgifter om att påven Hadrianus IV själv var inblandad. Även ifråga om heliga Elin av Skövde finns det källor som menar att påven Alexander III helgonförklarade henne.
År 1867 helgonförklarades Willehad från franciskanerklostret i Ystad. Han drevs därifrån under reformationen och led martyrdöden i Nederländerna.  Dessutom helgonförklarades 5 juni 2016 den till USA utvandrade Elisabeth Hesselblad, som grundade en ny gren av Ordo Salvadors.
Ingrid av Skänninge och Katarina av Vadstena hann på grund av reformationen aldrig bli helgonförklarade, men de blev saligförklarade. Att vara saligförklarad innebär att man är ett helgon, som har kommit direkt till Gud efter sin död, men att man i första hand är viktig för en liten del av kyrkan, exempelvis ett land eller klosterorden. De många svenska helgonen var även till viss del ersättare av det hedniska. Hedniska offerkällor förvandlades till helgonkällor så att den hedniska traditionen kunde fortsätta genom den kristna omvandlingen av den.

## De första svenska helgonen

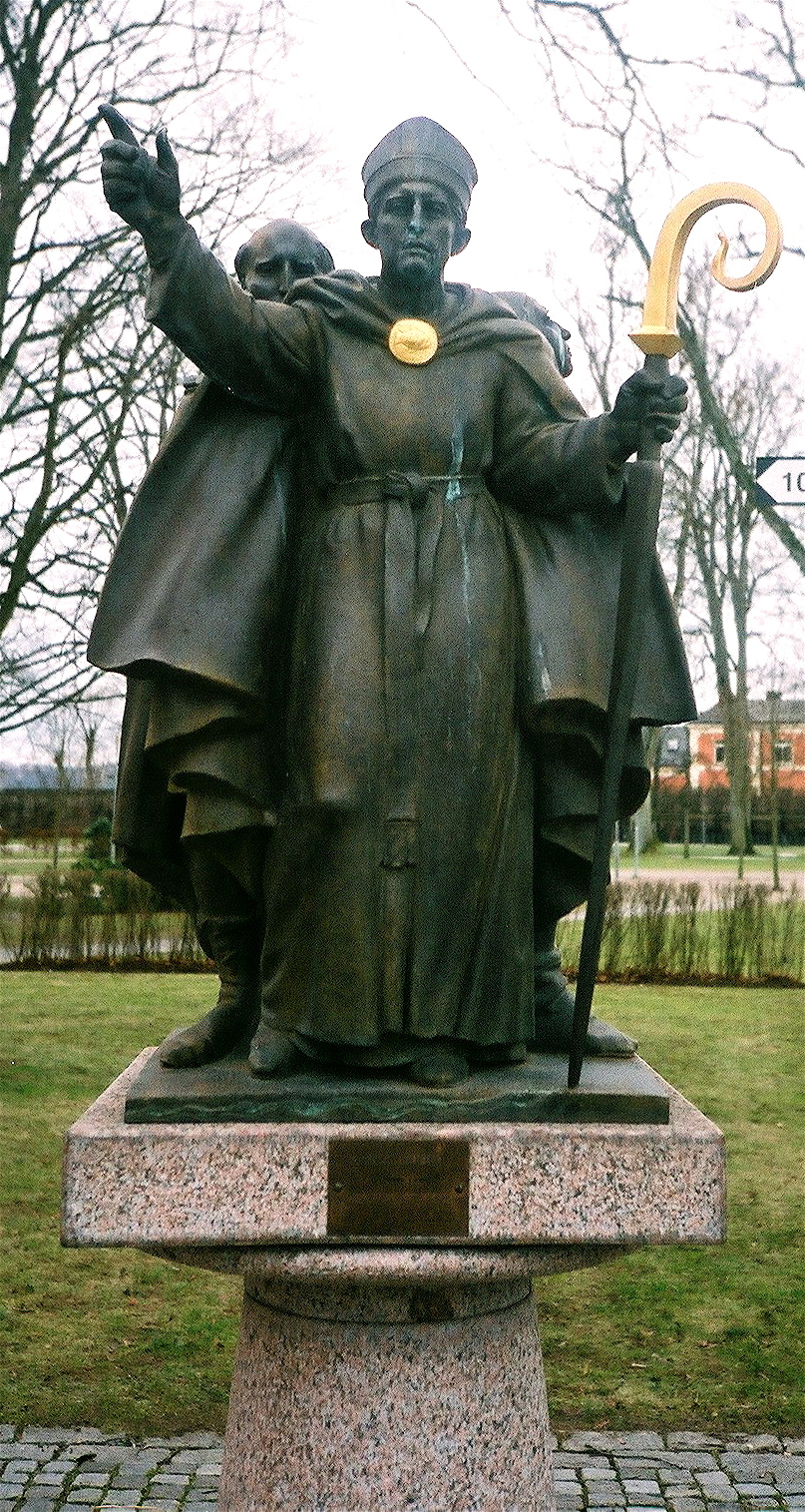
Statyn över Sankt Sigfrid och hans tre systersöner Unaman, Sunaman och Vinaman finns vid Växjö domkyrka. Skulpturen är utförd av Peter Linde 1999.

De första svenska helgonen var missionärer, som kom till Sverige under 1000–1100-talen för att sprida det kristna budskapet, och som för detta ofta fick sätta livet till. Några av dem var Sankt Eskil, Sankt David av Munktorp och Sankt Sigfrid, som ska ha döpt Olof Skötkonung i Husaby källa. Det var ett tydligt tecken på den kristna lärans rätt till spridning, då självaste kungen lät döpa sig.
Det fanns också svenskar som vid resa till katolska länder konverterade och sedan kom tillbaka för att vittna om Kristus. Bland dem finns Stenfinn, eller Staffan, som ska ha konverterat i Tyskland. Enligt Adam av Bremen fick han namnet Simeon av den bremiske ärkebiskopen Adalbert. Stenfinn biskopsvigdes och skickades omkring år 1060 som missionär från Hamburg-Bremen till Norrland. Han jagades efter 1072 bort och ska vid närheten av Fors i Hälsingland fått sätta livet till på grund av dödsbringande pilar och stenar. I den Prosaiska krönikan som nedskrevs på 1450-talet berättas hur den nitiske missionären dristade sig till att förstöra avgudatempel och bildstoder, för vilket han tvingades fly en uppretad mobb av hedningar som sedan hann upp honom och stenade honom till döds vid Tynnebroå i skogen Ödmården. Stenfinn begravdes i Norrala kyrka och räknas idag som Hälsinglands eller Norrlands apostel. Stenfinn har också blandats ihop med Stefan den förste martyren och gett upphov till Staffan stalledräng[källa behövs].
Olof Skötkonungs dotter Ingegärd blev ett viktigt helgon för den ortodoxa kyrkan där hon betraktas som Sveriges skyddshelgon. Hennes make storfurst Jaroslav I av Kiev lär ha bett henne om råd vid alla viktigare val. Hon var även med och slöt fred mellan två väpnade grupper. I femtioårsåldern, några år före sin död, beslutade hon sig för att bli nunna och tog det nya namnet Anna. Hon skapade en lång tradition i Ryssland av att rika skulle gå i kloster något år. Sedan Sovjetunionens fall har hon blivit uppmärksammad som historisk person. Vidare är Otto von Habsburg, Spaniens kung Felipe VI av Spanien och Luxemburgs nuvarande regent ättlingar till Anna. Hon vilar tillsammans med sin gemål i Sofiakatedralen i Kiev vilken de båda låtit bygga.

## Tre kvinnliga helgon

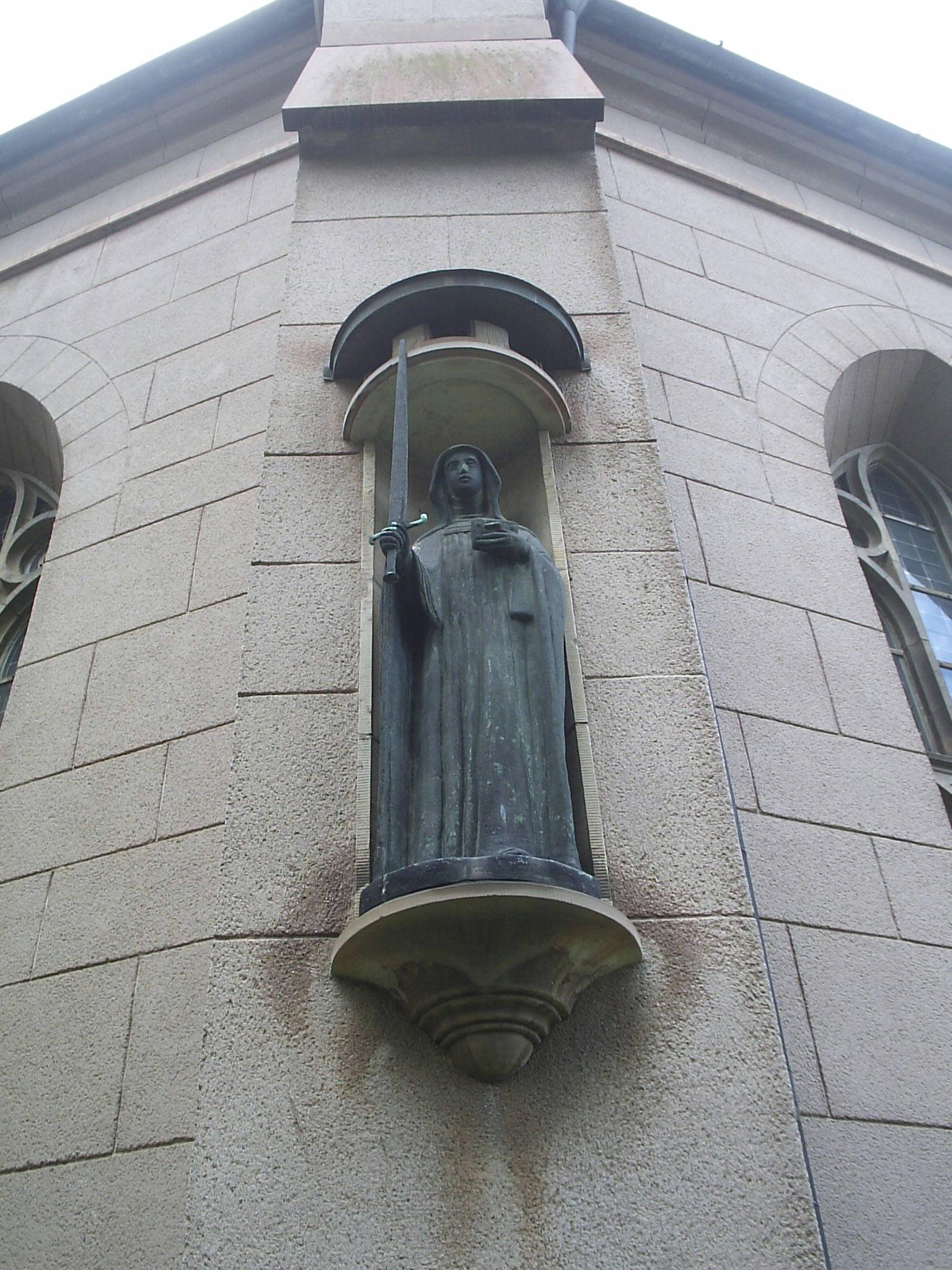
Sankta Elin av Skövde är här gestaltad i brons av Astri Taube 1950.

Skåne har ett eget kvinnligt helgon, nämligen Magnhild av Fulltofta, som antas ha levt på 1200-talet, när Skåne tillhörde Danmark. Hon vårdade fattiga och sjuka och ska enligt legenden ha blivit skjuten av pilar. Hennes kropp skrinlades och flyttades till Lunds domkyrka där hon fick ett eget altare.
Två svenska helgon är Elin av Skövde (1100-talet) och Ingrid av Skänninge som dog 1282, Elin helgonförklarad, Ingrid saligförklarad. Båda var änkor som bestämt sig för att fördjupa sin tro. Den ena, Ingrid, gjorde detta genom att bli dominikansyster och grunda ett kloster i Skänninge. Dessa de första systrarna i Skänninge var mycket fromma. En uppges varit stigmatiserad, vilket innebar att hon hade märken efter Jesu sår på händer och fötter och en annan av hennes medsystrar anges ha leviterat under bönen.
Heliga Elin fördjupade sin tro genom att gå på en pilgrimsresa till Heliga landet. Hon hade strax före resan blivit falskt anklagad för mordet på sin dotters man som enligt berättelsen hade varit en riktig hustrumisshandlare. Enligt berättelsen var det istället dotterns husfolk som av medlidande mot henne hade mördat hennes man. Då Elin kom tillbaka blev hon med ett svärd mördad av den döde svärsonens släktingar. Den fromma änkan fick helgonrykte vilket besannades genom många underverk. Bland annat berättas om ett mirakel genast efter mordet. En blind man fick då tag på Elins avhuggna finger strök det över sina ögon och hade så fått synen åter. I arbetet "vitis aqvilonia" skriver Johannes Vastovius så här om Elins helgonförklaring: "På befallning av påven Alexander III och på begäran av Karl VII, Götes och Sveriges konung, inskrevs hon av ärkebiskopen av Uppsala Stefan i helgonens bok..." 

## Två heliga biskopar
Ett viktigt helgon var Brynolf av Skara (1278–1317). Känd för sina officier som sjöngs i samband med tidebönerna till törnetagen, samt till en del helgon. Han var den som till Sverige förde en av Jesu törnetaggar som kom att bli en av Sveriges främsta reliker. Han utförde många underverk både under sitt liv och efter sin död. Det berättas bland annat om en viss Törner Cryda, som var bannlyst av biskopen på grund av allvarliga förbrytelser. På grund av bannlysningen gav Törner igen genom att plåga biskopens tjänstefolk. De klagade hos biskop Brynolf som svarade med att de kan väl ge igen. Detta svar ledde dem till att stycka Törner i småbitar till Brynolfs stora förfäran. Brynolf samlade då ihop kroppsdelarna och förde dem till ett kapell i Varnhem. Han började be intensivt för den döde, att han skulle börja leva igen, för den döde hade ju dött utan kommunionen och syndernas förlåtelse. Enligt berättelsen fick då ett ögonvittne se hur kroppsdelarna förenades till ett, och hur den döde sedan reste sig och av Brynolf mottog syndaförlåtelsen, för att sedan somna in i frid.
Ett annat viktigt helgon är Nikolaus av Linköping (1325–1391), känd som biskop, diktare, heliga Birgittas biktfar och de fattigas vän. Nikolaus var en mycket modig biskop som satte sig emot kungen då denne gjorde orätt. Exempelvis var han mycket upprörd över kungens (kung Albrekts) hårda behandling av folket och kallade kungen för djävulens tjänare, kungen svarade med att Nikolaus var en galning. Han svarade kungen med att han inte alls var galen utan endast förkunnade sanningen i Kristi namn. Du däremot, sade han till kungen, är galen i djävulens namn och det är djävulens gärningar du gör. Kungen kom även vid ett tillfälle att nästan döda Nikolaus men blev stoppad. Hård kunde han vara mot rika, men mot fattiga och sjuka var han däremot mjuk och barmhärtig. Sjuka blev botade av biskopen och han drev ut demonerna ur besatta. När han dött och skulle saligförklaras samlade man in åttiotvå mirakler med vittnen som kunde bevisa äktheten. Vid Birgittas saligförklaring hade antalet mirakler endast varit hälften så många.

## Övriga större svenska helgon
Ett nästan bortglömt svenskt helgon som fick en extremt stor vallfärdskyrka byggd över sig är Sankt Nils, benämnd som Helige Nikolaus av Edsleskog. Mitt ute i den öde dalsländska skogen fanns en katedral, Edsleskogs kyrka, tillägnad honom. Den har ansetts nästan lika stor som Skara domkyrka och var delvis en kopia av denna, men uppmätningar har nu bekräftat att det var dåtidens Sveriges näst största byggnad med sin längd på 48 m och bredd på närmare 30 m. Nikolaus som egentligen hette Nils blev mördad då han var på väg med kommunionen (nattvarden) till en sjuk. Påven Honorius III kallar Nikolaus för "salig" och talar om det stora antal mirakel som sker genom helgonets förbön. På grund av detta benådade påven avlat åt alla dem som vallfärdar till helgonets grav. I samband med Dick Harrison bok Dalslands historia och de utgrävningar som gjordes 2019 fick historien om Sankt Nikolaus åter ljus och uppmärksammades i ett flertal vetenskapsprogram och tidningar som en märklig men alldeles försummad del av svenska historien.

## Lokalhelgon
Det finns mängder av småhelgon i Sverige som endast vördades lokalt, men som ändå i de flesta fall blivit lokalt helgonförklarade av en biskop.[källa behövs]
Skånske Sankt Arild är en av dessa. Han levde med sin ganska så förmögna familj i Stubbarp (1100–1200-talet?) som ligger strax ovanför Arild i nuvarande Sverige. Hans mor Stoltinger förlorade sin man medan barnen (Tore och Arild) ännu var små. Det blev därför viktigt att gifta om sig. Enligt legenden var hennes nya man Herr David var en mycket falsk människa. Han tog enligt legenden barnen på en skuta för att  sedan tända eld på båten för att lämna den med Arild och Tore ensamma kvar. Liket efter Arild flöt iland och när det skulle bäras till kyrkan dit blev liket enligt legenden så tungt att man efter ett tag inte kunde bära honom längre, vilket  sågs som ett tecket på Arilds helighet och ett kapell läts byggas över hans kropp.
Ett annat lokalhelgon är Enevald eller Enevold som enligt legenden gjorde en pilgrimsresa till Heliga landet för att besöka Jesu grav. När han skulle ta sig hem fann han inget skepp. Enligt legenden satte han sig då på en sten och bad innerligt till Gud om hjälp. Medan han bad föll han i sömn. När han vaknade upp satt han på samma sten fast nu befann den sig i Sölvesborg. Han steg upp och började prisa Gud. Då han gjorde detta sprang en källa fram. Efter hans död började underverk ske när man bad Enevald om hjälp. Ett kapell byggdes åt helgonet vid sidan om den heliga källan. År 1707 infördes ett strängt förbud mot vallfärder till källan. Folket fortsatte att vallfärda långt in på 1800-talet.
Kulten av ett annat lokalhelgon, den helige Karlung av Roslagen hade protestantismen mycket svårt att få bukt med. Av en uppgift från år 1660 framgår det att relikskrinet med Karlungs reliker fortfarande bars runt på kyrkogården i förbön för de döda, samt över åkrarna för att be om god skörd. Många mirakel finns nedtecknade men om Karlung själv vet vi inte mycket. Troligen var han en svensk som blivit munk och i tiden då katolicismen inte var självklar fått sätta livet till på grund av sin tro. Möjligen byggde han även den kyrka där hans reliker kom att förvaras.
Det finns många andra lokalhelgon som till exempel helige Sten som uppges uppväckt en person från det döda som inte hade hunnit få det heliga sakramentet, helige Torsten en vallpojke, helige Hallvard som led martyrdöden på grund av sitt beskyddande av en gravid kvinna, helige Britte som brukade hänga av sig sina handskar på solens strålar och helige Björn "de fattigas vän" som har med degklumparna som förvandlades till sten att göra.

## Lista över svenska helgon

### Svenska helgon som blivit helgonförklarade av påven
- Birgitta[11]
- Sigfrid[källa behövs]
- Helena av Skövde
- Elisabeth Hesselblad

### Svenskt helgon som blivit helgonförklarad av ortodoxa kyrkan
- Anna av Novgorod (se Ingegerd Olofsdotter av Sverige)

### Svenska helgon som blivit saligförklarade av påven
- Brynolf av Skara
- Hemming (biskop i Åbo)
- Helige Nikolaus av Linköping
- Ingrid av Skänninge
- Heliga Katarina

### Svenska helgon som blivit helgonförklarade av lokala biskopar
- Ansgar
- Sankt Arild
- Helge Björn
- Sankt Botvid
- David av Munktorp
- Sankt Enevald
- Erik den helige
- Sankt Eskil
- helige Gustav (eremit, den förste helige Ansgar döpte)
- Biskop Henrik
- Halvard
- Karlung av Roslagen
- helige Karl den döve
- Magnhild av Fulltofta
- Helige Nikolaus av Edsleskog
- Sankta Ragnhild
- Den helige Staffan
- Sigfrid
- Helige Sten
- Helige Stenbjörn av Grangärde[källa behövs]
- Helige Sven av Arboga
- Sankt Tora
- Sankt Torgil
- Torkel i Strand[förtydliga]
- Helige Torsten i Bjurum[förtydliga]
- Helige Romfar[källa behövs]

### Övriga helgon
- Helige Britte[förtydliga]
- Helige Elov (Ölands skyddshelgon)[förtydliga]
- Benediktus av Engeltofta [förtydliga]
- Kakwkylla
- Helige Mattias[förtydliga]
- Petrus av Skänninge
- Petrus av Alvastra
- Helige Bror Staffan
- Unni (se Kung Ring)
- Unaman, Sunaman och Vinaman
- Ingemo i Dala
- Henrik Tidemansson
- Helige Stenfinn